# 2С31
2С31 «Вена»— российская 120-мм самоходная артиллерийско-миномётная установка на шасси БМП-3.
Разработана в городе Перми на Мотовилихинских заводах. Впервые представлена на выставке IDEX-97 в Арабских Эмиратах. Помимо IDEX-97, САО 2С31 демонстрировалось и на других выставках, в частности, на «Expo Ejercito-2006», «Eurosatory-2008», «Технологии в машиностроении — 2010».
2С31 «Вена» предназначена для подавления живой силы, артиллерийских и миномётных батарей, ракетных установок, бронированных целей, огневых средств и пунктов управления на расстоянии до 13 км, при этом способна автоматически корректировать свой огонь по результатам засечки разрывов, самостоятельно осуществлять разведку целей днём и ночью, вести прицельный огонь с закрытых позиций и прямой наводкой без предварительной подготовки огневой позиции.

## История создания
После успешного применения самоходного артиллерийского орудия 2С9 «Нона-С» в ВДВ во время боевых действий в Афганистане руководством Министерства обороны было принято решение о необходимости наличия подобного орудия в сухопутных войсках. Был открыт ряд опытных конструкторских работ на тему установки орудия 2А51 на шасси сухопутных войск. В качестве базы для самоходного артиллерийского орудия сухопутных войск рассматривалось несколько вариантов как на гусеничном ходу (2С17 «Нона-СВ» на базе шасси 2С1 и 2С17-2 «Нона-СВ» на базе БРМ-1К), так и на колёсном ходу (2С23 «Нона-СВК» на базе БТР-80). Разработка гусеничного варианта «Ноны-СВ» на базе 2С1 велась в Специальном конструкторском бюро Курганского машиностроительного завода.
В 1980-е годы были начаты работы, основной задачей которых являлось создание 120-мм автоматизированного самоходного артиллерийского орудия. В связи с этим работы по «Ноне-СВ» были закрыты. Новое орудие получило индекс 2С31 и разрабатывалось на ОАО «Мотовилихинские заводы» под научным руководством Центрального научно-исследовательского института «Точного машиностроения». Новые боеприпасы повышенного боевого могущества разрабатывались в ГНПП «Базальт». Шасси для 2С31 было заимствовано от «курганца» — опытной полковой самоходной гаубицы 2С18 «Пат—С». В 1995 году были изготовлены первые два опытных образца, а в 1996 году «Вена» впервые была продемонстрирована на выставке IDEX-97. Почему такое название никто не знает, есть версии: то ли это вена кровеносный сосуд, то ли Вена столица Австрии, то ли секретная аббревиатура... В 2007 году машина прошла государственные испытания,  а в 2010 году на вооружение Российской армии поступила первая установочная партия.

## Описание конструкции
Основным отличием 2С31 от машин предыдущего поколения семейства «Нона» является наличие орудийно-вычислительного комплекса. Комплекс позволяет получать и передавать информацию с данными для стрельбы по целям, а также отслеживать состояние машины. Вся необходимая информация выводится на монитор командира машины. В памяти комплекса сохраняются необходимые значения позиции, дирекционного угла и угла возвышения орудия. Место командира оборудовано ЭВМ, с помощью которой командир вводит данные для стрельбы по целям, после чего орудийно-вычислительный комплекс определяет необходимые углы наведения орудия и номер заряда. Далее осуществляется наведение орудия с помощью специальных приводов горизонтального наведения башни и вертикального наведения орудия. Бортовая ЭВМ способна хранить информацию одновременно о 30 целях.
Для ускорения процесса подготовки САО к стрельбе на местах наводчика и заряжающего имеются индикаторы информации, на которых выводятся необходимые параметры для артиллерийского прицельного комплекса и применяемый тип боеприпаса. В состав дополнительного оборудования бортовой ЭВМ входят: система гирокурсокреноуказания, модуль GPS/ГЛОНАСС, а также баровысотомер для определения данных окружающей среды при действиях в высокогорных условиях.
Применение вычислительного комплекса позволяет добиться минимального времени подготовки САУ к стрельбе. При необходимости обстрела незапланированной цели осколочно-фугасным снарядом время готовности составляет не более 20 секунд с момента получения информации о цели. При совершении огневого манёвра благодаря применению аппаратуры топопривязки время готовности 2С31 к стрельбе составляет не более 1 минуты.

### Броневой корпус и башня
2С31 имеет бронированный корпус, на котором установлена закрытая башня с круговым обзором. В башне установлено 2А80 основное орудие. Наведение орудия производится с помощью специального следящего привода, который после выстрела способен восстанавливать наводку орудия.
Возможна стрельба с подачей выстрелов с грунта, для этого по правому борту машины имеется люк.
На правой стороне башни установлена башенка командира, в которой установлен пулемёт. Башенка имеет возможность вращения в горизонтальной плоскости. Углы вращения составляют от −90 до +90°.

### Вооружение
В качестве основного вооружения используется комбинированное полуавтоматическое нарезное 120-мм орудие 2А80, совмещающее в себе функции пушки-гаубицы и миномёта. Орудие способно вести стрельбы всеми типами артиллерийских мин калибра 120 мм вне зависимости от страны-производителя. Также имеется возможность вести стрельбу снарядами с готовыми нарезами. В перечень используемой номенклатуры боеприпасов входят снаряды от систем предыдущего поколения (2Б16 «Нона-К», 2С9 «Нона-С», 2С23 «Нона-СВК» 2А51). Имеется возможность использования управляемого снаряда 3ВОФ112 «Китолов-2». Для предотвращения загазованности боевого отделения орудие 2А80 снабжено системой принудительной продувки ствола.
По своей мощности осколочно-фугасные снаряды, используемые 2С31, сравнимы со снарядами калибров 152—155 мм, кроме того, обеспечена высокая кучность стрельбы. Возимый боекомплект составляет 70 выстрелов, часть которых размещается в механизированных боеукладках, расположенных в башне САО.
Дополнительно для стрельбы по воздушным и наземным целям на башенке командира имеется дистанционно управляемый пулемёт ПКТМ.

#### Применяемые выстрелы
| Характеристики основных применяемых боеприпасов САО 2С31 |                                           |                    |              |                           |                        |                                     |
| Индекс выстрела                                          | Страна-разработчик                        | Масса выстрела, кг | Масса ВВ, кг | Площадь поражения ОЖС, м² | Бронепробиваемость, мм | Максимальная дальность стрельбы, км |
| Кумулятивные                                             |                                           |                    |              |                           |                        |                                     |
| 3ВБК14                                                   | Союз Советских Социалистических Республик | 13,1               |              | —                         | 600                    | 1,0                                 |
| Осколочно-фугасные                                       |                                           |                    |              |                           |                        |                                     |
| Нарезные                                                 |                                           |                    |              |                           |                        |                                     |
| 3ВОФ54(-1)                                               | Союз Советских Социалистических Республик | 19,8               | 4,9          | 2200                      | 12                     | 8,85                                |
| 3ВОФ55(-1) (активно-реактивный)                          | Союз Советских Социалистических Республик | 19,8               | 3,25         | 1800                      |                        | 14                                  |
| 3ВОФ110                                                  | Россия                                    | 26,5               |              | 2800                      |                        | 13                                  |
| 3ВОФ111                                                  | Россия                                    | 23                 |              | 2800                      |                        | 9                                   |
| PR-14                                                    | Франция                                   | 18,6               | более 4,0    | 1290                      |                        | 8,1                                 |
| PRAB                                                     | Франция                                   | 18,6               |              |                           | 8—15                   | 8,135                               |
| PRPA (активно-реактивный)                                | Франция                                   | 18,6               | 2,7          |                           |                        | 13,0                                |
| APCM (активно-реактивный)                                | Франция                                   | 24,45              |              |                           |                        | 17,5                                |
| MKE Mod 209                                              | Турция                                    | 23,9               |              |                           |                        | 8,18                                |
| Гладкоствольные                                          |                                           |                    |              |                           |                        |                                     |
| 53-ВОФ-843Б                                              | Союз Советских Социалистических Республик | 16                 | 1,4          | 1200                      |                        | 5,7                                 |
| 3ВОФ53                                                   | Союз Советских Социалистических Республик | 16,1               | 3,43         | 2250                      |                        | 5,7                                 |
| 3ВОФ57                                                   | Союз Советских Социалистических Республик | 16,1               | 3,16         | 1700                      |                        | 5,6                                 |
| 3ВОФ68                                                   | Союз Советских Социалистических Республик | 16,1               | 3,43         | 2250                      |                        | 7,1                                 |
| 3ВОФ69                                                   | Союз Советских Социалистических Республик | 16,1               | 3,16         | 1700                      |                        | 7,0                                 |
| 3ВОФ79                                                   | Союз Советских Социалистических Республик | 16                 | 1,4          | 1200                      |                        | 7,1                                 |
| PEPA                                                     | Франция                                   | 19,8               | 2,0          |                           |                        | 6,55                                |
| PEPA-LP                                                  | Франция                                   | 13,42              |              |                           |                        | 8,95                                |
| M44/66                                                   | Франция                                   | 13                 |              |                           |                        | 7,0                                 |
| Управляемые                                              |                                           |                    |              |                           |                        |                                     |
| Нарезные                                                 |                                           |                    |              |                           |                        |                                     |
| «Китолов-2»                                              | Россия                                    | 28                 | 5,5          |                           |                        | 12,0                                |
| Гладкоствольные                                          |                                           |                    |              |                           |                        |                                     |
| «Грань»                                                  | Россия                                    | 27                 | 5,1          |                           |                        | 9,0                                 |
| «Бета»                                                   | Россия                                    | 16                 | 5,0          |                           |                        | 7,0                                 |
| Кассетные с КОБЭ                                         |                                           |                    |              |                           |                        |                                     |
| Нарезные                                                 |                                           |                    |              |                           |                        |                                     |
| 3ВО32                                                    | Россия                                    | 23,3               |              | 2800                      | 100                    | 8,0                                 |
| 3ВО34                                                    | Россия                                    | 26,5               |              | 2800                      | 100                    | 10,0                                |
| ACED                                                     | Франция                                   | 15,8               |              |                           |                        | 7,5                                 |
| MKE Mod 258                                              | Турция                                    | 23                 | 16×0,044     |                           |                        | 8,18                                |
| Гладкоствольные                                          |                                           |                    |              |                           |                        |                                     |
| MAT-120                                                  | Испания                                   | 17,8               | 21×0,05      | 2200                      | 150                    | 5,5                                 |
| Термобарические                                          |                                           |                    |              |                           |                        |                                     |
| 3ВОФ119                                                  | Россия                                    | 19,5               | 6,62         |                           | —                      | 8,574                               |
| Зажигательные                                            |                                           |                    |              |                           |                        |                                     |
| 3ВЗ4                                                     | Союз Советских Социалистических Республик | 16,3               | 1,94         | 1700                      | —                      | 5,7                                 |
| Осветительные                                            |                                           |                    |              |                           |                        |                                     |
| Нарезные                                                 |                                           |                    |              |                           |                        |                                     |
| PRECLAIR                                                 | Франция                                   | 18,4               |              | —                         | —                      | 8,15                                |
| MKE Mod 236                                              | Турция                                    | 16                 |              | —                         | —                      | 8,132                               |
| Гладкоствольные                                          |                                           |                    |              |                           |                        |                                     |
| 3ВС24                                                    | Союз Советских Социалистических Республик | 16,28              | 1,28         | —                         | —                      | 5,4                                 |
| Дымовые                                                  |                                           |                    |              |                           |                        |                                     |
| Нарезные                                                 |                                           |                    |              |                           |                        |                                     |
| MKE Mod 226                                              | Турция                                    | 18                 |              | —                         | —                      | 8,132                               |
| MKE Mod 250                                              | Турция                                    | 18                 |              | —                         | —                      | 8,132                               |
| Гладкоствольные                                          |                                           |                    |              |                           |                        |                                     |
| 53-ВД-843                                                | Союз Советских Социалистических Республик | 16,44              | 1,6          | —                         | —                      | 5,7                                 |
| 3ВД16                                                    | Россия                                    | 16,1               |              | —                         | —                      | 5,4                                 |
| 3ВД17                                                    | Россия                                    | 16,1               |              | —                         | —                      | 6,8                                 |

- Снаряды для САО 2С31 «Вена»
- Выстрелы для французского нарезного миномёта RT-61
- Два термобарических снаряда 3ОФ74 и футляр с двумя зарядами 4-з-9 в ящике.
- УАС «Грань»
- ОФС 3ОФ49 (слева) и ОФМ 3ОФ36 (справа)
- ОФ выстрел 3ВОФ110 (слева) и кассетный выстрел 3ВО32 (справа)
- ОФМ 53-ОФ-843Б (справа)

### Средства наблюдения и связи
Для наведения орудия и осуществления разведки местности у командира установлен лазерный прицел-дальномер 1Д22С, сопрягаемый с электронно-оптическим ночным прицелом 1П51. Оба прибора имеют возможность передачи данных на бортовую ЭВМ. Лазерный дальномер позволяет осуществлять наведение управляемых снарядов в диапазоне дальностей от 300 до 7000 метров и корректировать наводку орудия в зоне прямой видимости на расстояниях от 120 до 20 000 метров. На месте наводчика установлен артиллерийский прицельный комплекс 1П50, имеющий панорамный прицел и прицел прямой наводки.
Внешняя радиосвязь поддерживается радиостанцией Р-163-50У «Арбалет» в первые цифровая. Радиостанция работает в УКВ-диапазоне и обеспечивает устойчивую связь с однотипными станциями на расстоянии до 20 км.

### Специальное оборудование
2С31 «Вена» оснащена автоматизированной системой управления наведением орудия в горизонтальной и вертикальной плоскостях. Также имеется бортовая ЭВМ для вычисления установок стрельбы. Кроме того, имеется система топопривязки, а также система обнаружения лазерных излучений ТШУ-2 «Штора-1», в состав которой входят лазерный детектор и 12 гранатомётов системы 902А для стрельбы 81-мм дымовыми гранатами.

### Двигатель и трансмиссия
Силовая установка 2С31 состоит из четырёхтактного V-образного 10-цилиндрового двигателя УТД-29 с непосредственным впрыском топлива мощностью 450 л. с. Угол развала цилиндров составляет 144°. Кроме дизельного топлива, двигатель имеет возможность работы на керосине и бензине.
Трансмиссия механическая, имеет четыре передних и две задних передачи. Максимальная практическая скорость движения на четвёртой передней передаче составляет 72 км/ч. На второй задней передаче обеспечивается скорость движения до 21 км/ч. В состав трансмиссии входят планетарная коробка передач, дифференциальный механизм поворота и привод водомётного движителя.

### Ходовая часть
Ходовая часть 2С31 представляет собой модифицированное шасси боевой машины пехоты БМП-3 и состоит из шести пар опорных и трёх пар поддерживающих катков. В задней части машины находятся ведущие колёса, в передней — направляющие. Гусеничная лента состоит из мелких звеньев с резинометаллическими шарнирами. Конструкция каждого звена представляет собой трак с двумя пальцами, на концы которых надеты скобы для соединения с соседним звеном. Ширина каждого трака 380 мм при шаге 150 мм.
Подвеска 2С31 — индивидуальная торсионная. На первом, втором и шестом опорных катках установлены гидроамортизаторы телескопического типа. При этом, в отличие от базовой машины, в ходовой части 2С31 отсутствует механизм регулирования клиренса для бмп-3-1 для бмп3-2 есть клиренс и 2 отверстие  для курсовых пулеметов, поэтому дорожный просвет 2С31 всегда составляет 450 мм.

## Операторы
- Азербайджан — 17 единиц 2С31, по состоянию на 2023 год[29].
- Россия — некоторое количество 2С31 на вооружении по состоянию на 2024 год[30].

## Оценка машины
|                                            | 2С31 «Вена» | PLL-05   | Rak-120         | Patria NEMO     | / SSG120                  | / GRKPBV90120             |
| ------------------------------------------ | ----------- | -------- | --------------- | --------------- | ------------------------- | ------------------------- |
| Начало серийного производства              | 2010        | 2008     | 2016            | 2007            | 2007                      | Отменён                   |
| Тип орудия                                 | нарезное    | нарезное | гладкоствольное | гладкоствольное | спаренное гладкоствольные | спаренное гладкоствольные |
| Шасси                                      | 2С18        | ZSL-92   | Rosomak         | Patria          | Patria                    | CV90                      |
| Боевая масса, т                            | 19,2        | 16,5     | 24,5            | 24              | 24                        | 27,6                      |
| Углы ВН, град                              | −4…+80      | −4…+80   | -3…+80          | −3…+85          | −3…+85                    | −3…+85                    |
| Углы ГН, град                              | 360         | −90…+90  | 360             | 360             | 360                       | 360                       |
| Возимый боезапас, выстр.                   | 70          | 36       | 20+26           | 60              | 48                        | 84                        |
| Максимальная дальность стрельбы ОФС, км    | 13          | 9,5      | —               | —               | —                         | —                         |
| Максимальная дальность стрельбы АР ОФС, км | 14 (17,5)   | 12,8     | —               | —               | —                         | —                         |
| Дальность прямого выстрела БКС, км         | 0,56        | 0,6      | —               | —               | —                         | —                         |
| Максимальная дальность стрельбы ОФМ, км    | 7,5         | 8,5      | 10              | 10              | 10                        | 10                        |
| Боевая скорострельность, выстр/мин.        | 8—10        | 4—10     | 6—8             | 7—10            | 12—16                     | 12—16                     |

САО 2С31 полностью соответствует требованиям, предъявляемым современными условиями общевойскового боя. Артиллерийские дивизионы 2С31 могут выполнять огневые задачи в составе мотострелковых или танковых формирований. Использовать подобную форму организационно-штатной структуры позволяет уровень автономности 2С31 на поле боя, сравнимый с танками или БМП. Дивизионы 2С31 могут быть приданы танковым или мотострелковым батальонам, имеющим в своём составе боевые машины пехоты БМП-3, а также побатарейно осуществлять артиллерийскую поддержку рот в направлении главного удара. По оценкам специалистов, боевой потенциал танкового/мотострелкового полка вырастет в два раза при замене дивизиона буксируемых миномётов на дивизион 2С31.
При сравнении 2С31 с зарубежными аналогами основную конкуренцию составляет самоходный миномёт AMOS, главным преимуществом которого является скорострельность. Однако при этом данное преимущество нивелируется более высокими характеристиками боевого могущества боеприпасов САО «Вена», а также более высокой точностью и кучностью стрельбы. Кроме того, благодаря возможности непосредственной огневой поддержки мотострелковых и танковых подразделений, при поражении малых и площадных целей, САО 2С31 полностью превосходит AMOS. Благодаря сочетанию базовых характеристик и автоматизированности, заявленная выживаемость САО 2С31 на поле боя выше в 3—5 раз, а общая эффективность в 2,7—4,5 раза выше, чем у аналогичных систем зарубежного производства.

### Сноски
1. ↑  При стрельбе иностранными нарезными минами APCM максимальная дальность стрельбы может составлять до 17,5 км.
2. ↑  Содержит 30 осколочных боевых элементов диаметром 38 мм каждый.
3. ↑  Содержит 30 осколочных боевых элементов диаметром 38 мм каждый.
4. ↑  Содержит два осколочных боевых элемента с инфракрасной головкой самонаведения.
5. ↑  Содержит 16 осколочных боевых элементов M85, оборудованных механизмом самоуничтожения.
6. ↑  Содержит 21 осколочный боевой элемент диаметром 37 мм каждый.
7. ↑  При стрельбе иностранными нарезными минами APCM.